# Chris Lake
Pour les articles homonymes, voir Lake.
Chris Lake, né le 8 août 1982, est un DJ britannique de musique électronique, plus précisément d'electro.

## Biographie
Lake est d'abord devenu reconnu pour ses remix tel que "Climbatize" de The Prodigy, "Phat Planet" de Leftfield et Sweet Dreams (Are Made of This) de Eurythmics qu'il a composé sous le pseudonyme "Cristophe D'Abuc". Ses empreintes de 2006 avec les chants de Laura V, "Changes" ont un franc succès, et le fait de culminer au sommet des Charts britanniques. "Changes" ont été d'abord produit en 2005 par Alternative Route Recordings et ont été autorisés à Universal Music pour une production mondiale complète été 2006. Lake continue son ascension au sommet de la musique électronique avec plusieurs associations avec son ami Sébastien Léger (Aqualight et Word / Ghost), ce qui lui permet de se faire connaitre par d'autres Dj tel que Deadmau5.

## Discographie[1]

### Singles
- 2004 : Filth (avec Rowan Blades) [Rhythm Syndicate]
- 2005 : One Too Many [Rising Music]
- 2006 : Changes (feat. Laura V) [Universal Music]
- 2006 : Malteser Geezer / Chemical Breaks [Rhythm Syndicate]
- 2006 : Fantasy / Until She Rises [Rising Music]
- 2006 : Release [Rising Music]
- 2006 : Mistakes EP (avec Sébastien Léger) [Rising Music]
- 2007 : To The Point [Rising Music]
- 2008 : Word / Ghost (avec Sébastien Léger) [Rising Music]
- 2008 : Start Again (feat. Nastala) [Rising Music]
- 2009 : If You Knew (feat. Nastala) [Rising Music]
- 2009 : Only One [Paradise Records]
- 2009 : Violins (avec Marco Lys) [Rising Music]
- 2009 : La Tromba [Rising Music]
- 2009 : Humanica EP [Rising Music]
- 2010 : Domino's (avec Michael Woods) [Rising Music]
- 2010 : Minimal Life (avec Nelski) [Rising Music]
- 2010 : Cross The Line (avec Marco Lys) [Rising Music]
- 2010 : Running Out [Rising Music]
- 2011 : Secrets In The Dark [Rising Music]
- 2011 : Colours [Rising Music]
- 2011 : NYC (avec Nightriders) [Rising Music]
- 2011 : Sundown [Ultra Records]
- 2012 : Build Up [Ultra Records]
- 2012 : Stand Alone (avec Lazy Rich feat. Jareth) [Ultra Records]
- 2012 : Black Thong (avec Michael Woods) [Ultra Records]
- 2013 : Ohh Shhh [Ultra Records]
- 2013 : Boneless (avec Steve Aoki & Tujamo) [Ultra Records]
- 2014 : Helium (feat. Jareth) [Ultra Records]
- 2014 : Delirious (Boneless) (avec Steve Aoki & Tujamo feat. Kid Ink) [Ultra Records]
- 2014 : Squeak [Ultra Records]
- 2014 : Goodbye [Ultra Records]
- 2014 : I Thought Inside Out (avec Deadmau5) [Rising Music]
- 2015 : Chest [Ultra Records]
- 2015 : Piano Hand (avec Chris Lorenzo) [Ultra Records]
- 2015 : Stomper (avec Anna Lunoe) [Ultra Records]
- 2015 : Stranger [Ultra Records]
- 2015 : The Calling (avec Chris Lorenzo) [Ultra Records]
- 2016 : We Are (avec Chris Lorenzo feat. Sam Nicolosi) [Sixty6Music]
- 2017 : I Want You [OWSLA]
- 2017 : Operator (Ring Ring) (avec Dances With White Girls) [OWSLA]
- 2017 : Give Her Right Back (feat. Dances With White Girls) [Black Book Records]
- 2017 : Nothing Better (avec Chris Lorenzo) [Insomniac Records]
- 2018 : Turn Off The Lights (feat. Alexis Roberts) [Black Book Records]
- 2018 : Lose My Mind [Black Book Records]
- 2018 : Close Your Eyes EP (avec Walker & Royce) [Black Book Records]
- 2018 : Y.O.D.O. (avec Destructo) [Black Book Records]
- 2018 : Deceiver (avec Green Velvet) [Black Book Records]
- 2019 : Concentrate (avec Chris Lorenzo) [Up The Anti Records]
- 2019 : Stay With Me [Black Book Records]
- 2019 : Lies, Deception, And Fantasy (avec Lee Foss) [Repopulate Mars]
- 2019 : Free Your Body (avec Solardo) [Black Book Records]
- 2020 : I Remember [Black Book Records]
- 2020 : The Answer (avec Armand van Helden feat. Arthur Baker & Victor Simonelli) [Black Book Records]
- 2021 : Beat Freak (feat. lau.ra) [Black Book Records]
- 2021 : A Drug From God (avec NPC) [Black Book Records]
- 2022 : 400 [Black Book Records]
- 2022 : Nightmares (avec Cloonee) [Black Book Records]
- 2022 : In The Yuma (feat. Aatig) [Black Book Records]
- 2023 : Deceiver (VIP) (avec Green Velvet) [Black Book Records]
- 2023 : Beggin' (avec Aluna) [Mad Decent / Because Music]
- 2023 : More Baby (avec Aluna) [Black Book Records]

### Remixes
- 2003 : EvryDayDowners - This World (Chris Lake Remix) [Pangea Recordings]
- 2003 : Joshua Collins - Project 3 (Chris Lake Temper Mix) [Pangea Recordings]
- 2005 : De'Lacy - Hideaway (Rhythm Code & Chris Lake Remix) [Easy Street Records]
- 2005 : Filta - Abuse (Chris Lake Remix) [Minimal Records]
- 2006 : Rene Amesz - Fragile (Chris Lake Remix) [Little Mountain Recordings]
- 2006 : SnV - Guttersnipe (Chris Lake Remix) [Mono-Type]
- 2006 : Noir - My MTV (Chris Lake Remix) [Toolroom Records]
- 2006 : Onionz - Burnin' (Chris Lake Remix) [Cr2 Records]
- 2007 : Sterling Void - It's Alright (Chris Lake Remix) [Xtravaganza]
- 2009 : Sour Grapes - Stay For Now (Lake & Lys Remix) [Rising Music]
- 2009 : Marco Lys feat. Mooli - San Francisco Rain (Chris Lake Remix) [Rising Music]
- 2010 : David Vendetta - I Hope She Turns Around (Chris Lake Remix) [Paradise Records]
- 2010 : James Talk & Ridney - Forever (Chris Lake Remix) [Defected Records]
- 2010 : Nightriders - Hey (Chris Lake & Marco Lys Re-Edit) [Rising Music]
- 2011 : Demark & Manna vs. Mind Electric feat. Max'C - Wild Out (Chris Lake & Marco Lys Remix) [Vicious]
- 2011 : Milk & Sugar vs. Vaya Con Dios - Hey (Nah Neh Nah) (Chris Lake & Marco Lys Remix) [Milk & Sugar]
- 2012 : Laidback Luke feat. Wynter Gordon - Speak Up (Chris Lake Remix) [In & Out Recordings]
- 2012 : Mario Larrea feat. Jennifer Levy - Belief (Chris Lake Remix) [Rising Music]
- 2012 : Lady Gaga - Judas (Chris Lake Remix) [Universal Music]
- 2013 : Chris Lake & Marco Lys - La Tromba (Chris Lake & Nom De Strip Remix) [Rising Music]
- 2013 : Duck Sauce - It's You (Chris Lake Remix) [3beat Records]
- 2014 : NAPT - Come On Surrender (Chris Lake & Nom De Strip Remix) [Rising Music]
- 2014 : Indiana - Solo Dancing (Chris Lake Remix) [Rising Music]
- 2015 : SNBRN feat. Kaleena Zanders - California (Chris Lake & Matroda Remix) [Rising Music]
- 2015 : Five Knives - Savages (Chris Lake Remix) [Red Bull Records]
- 2015 : Calvin Harris & Disciples - How Deep Is Your Love (Chris Lake Remix) [Columbia]
- 2016 : Missy Elliott feat. Pharrell Williams - WTF (Where They From) (Chris Lake Remix) [Goldmin / Atlantic]
- 2016 : Felix Jaehn feat. Alma - Bonfire (Chris Lake Remix) [Virgin]
- 2017 : Deadmau5 - Faxing Berlin (Chris Lake Remix) [Play Records]
- 2017 : Chromeo - Juice (Chris Lake Remix) [Atlantic Records]
- 2019 : MK - Body 2 Body (Chris Lake Remix) [Ultra Records]
- 2020 : Josement - All Night Alone (Chris Lake Edit) [Black Book Records]
- 2021 : Miane - Who Are You? (Chris Lake Remix) [Black Book Records]
- 2021 : Lakou Mizik & Joseph Ray - Bade Zile (Chris Lake & Fritz Carlton Remix) [Black Book Records]
- 2022 : Swedish House Mafia & The Weeknd - Moth To A Flame (Chris Lake Remix) [Republic Records]
- 2022 : KH - Looking At Your Pager (Chris Lake Remix) [Ministry Of Sound Recordings]
- 2023 : Portugal. The Man - Dummy (Chris Lake Remix) [Atlantic Records]
- 2023 : Harry Romero feat. Leo Wood - Fool For Love (Chris Lake Edit) [Black Book Records]